# Cappella della Maddalena

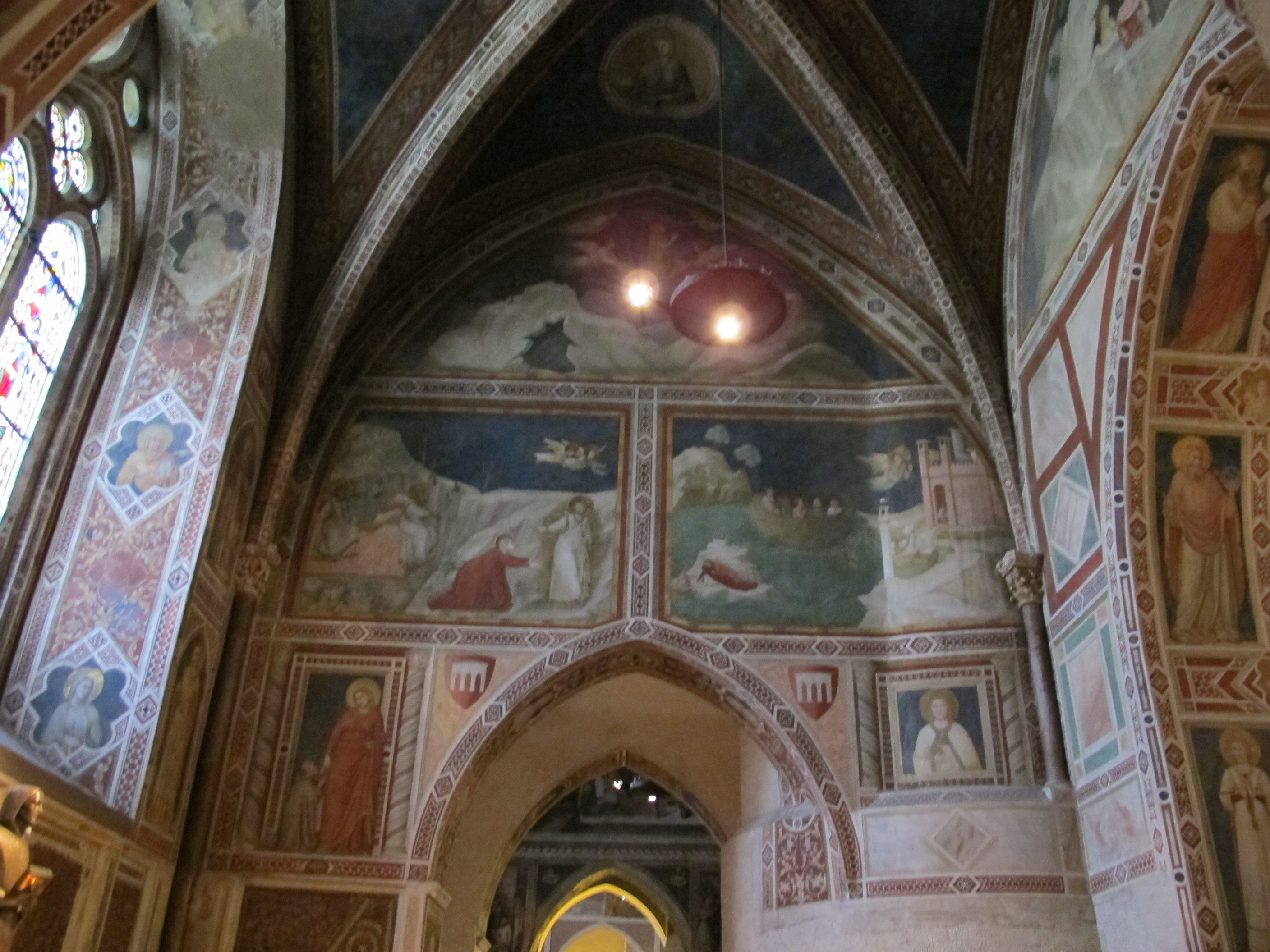
Cappella della Maddalena, parete destra

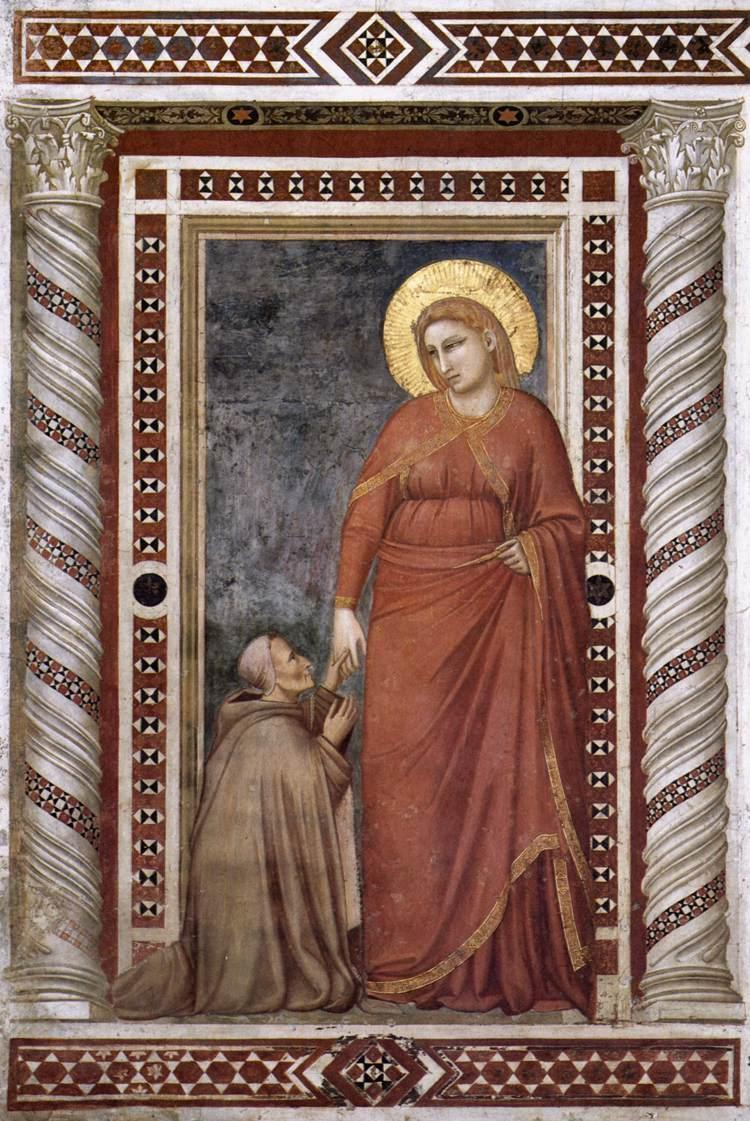
Maria Maddalena e il vescovo Pontano

La cappella della Maddalena è la terza cappella del lato destro nella basilica inferiore di Assisi. Venne affrescata nel 1307-1308 circa da Giotto e i suoi collaboratori con Storie della Maddalena. 

## Storia
La decorazione venne commissionata dal vescovo di Assisi Teobaldo Pontano, in carica dal 1296 al 1329, a Giotto e la sua bottega poco dopo la fine dell'impresa della Cappella degli Scrovegni. Vengono in genere datati al 1307-1308. Infatti, un documento notarile di Assisi del 4 gennaio 1309 dichiara soluto un mutuo contratto da Giotto, che però risulta assente in città essendo rappresentato all'atto da Palmerino di Guido. Il documento è sempre stato considerato, a buon diritto, prova che Giotto fosse stato presente ad Assisi fino a poco prima, come se ormai in partenza avesse voluto saldare ogni debito. Giotto lavorò agli affreschi della cappella con i suoi più stretti collaboratori, tra cui il c.d. Parente di Giotto (Stefano Fiorentino?) e il Maestro delle Vele (Angiolello da Gubbio?). 
Alla fine del Settecento gli affreschi vennero ripuliti da C. Fea, essendo ormai quasi illeggibili per l'offuscamento dovuto all'umidità e al fumo delle candele. Nel 1850 subirono gravi danni per un fulmine che colpì la cappella. Un nuovo restauro, di D, Brizi, si ebbe nel 1912, che eliminò gli offuscamenti, riscontrrando però un colore ormai sbiadito e spesso sorroso, che si riscontra ancora oggi.
L'attribuzione al maestro ha avuto fasi alterne nella critica: inizialmente esclusa dalla maggior parte degli studiosi, che riferivano l'intera decorazione alla bottega o ad allievi dotati con una datazione più tarda, collocabile fino a tutti gli anni venti del Trecento e oltre, vi vennero poi evidenziati alcuni brani di particolare pregio in cui venne scorta la mano di Giotto in persona, in particolare la Resurrezione di Lazzaro, l'Approdo a Marsiglia e la Maddalena con Zosimo. Berenson si spinse a definire autografe anche la Cena in casa del Fariseo e i clipei nella volta. Altri, a partire dal Thode, ipotizzano il disegno generale del maestro con la stesura devoluta invece alla bottega, opinione poi condivisa da Perkins, Ryss, Gnudi, Volpe, Previtali e altri.

## Descrizione
La volta e le pareti della cappella sono interamente ricoperte da affreschi, con in basso un rivestimento marmoreo a intarsi che proviene dall'antica iconostasi della basilica superiore. Nell'archivolto dell'arcone a sesto acuto che conduce alla navata si trovano sei coppie di santi, tre a destra e tre a sinistra, riconoscibili per attributi e iscrizioni: Caterina e Agata, Andrea e Giorgio, Pietro e Matteo, Agnese e Rosa, Nicola e Paolo eremita, Paolo apostolo e Antonio Abate. Negli spicchi della volta, entro clipei su sfondo di blu oltremare, Gesù, Maria Maddalena, la Vergine Maria (o Santa Marta) e San Lazzaro. 
Le pareti sono tripartite orizzontalmente in tre fasce divise da decorazioni che simulano mosaici cosmateschi. In quella di sinistra, in basso, si vedono nei riquadri ai lati dell'arco di passaggio verso la cappella di Sant'Antonio da Padova il vescovo Teobaldo Pontano ai piedi di San Rufino e, sull'altro lato, la figura di una santa martire, a cui seguono nella fascia superiore la Cena in casa del fariseo, la Resurrezione di Lazzaro e, nella lunetta, la Maddalena comunicata da san Massimino e trasportata in cielo. Negli spazi triangolari ai lati dell'arcone si vedono due stemmi del vescovo Pontano. 
La parete di destra presenta uno schema analogo. In basso il cardinale francese Pietro di Barro in abito monastico preso per mano dalla Maddalena e il busto di San Rufino sempre vicini agli stemmi del Pontano; nel registro mediano il Noli me tangere e l'Approdo della Maddalena nel porto di Marsiglia (dove Massimino, la Maddalena, suo fratello Lazzaro, sua sorella Marta, la serva di Marta Martilla e Cedonio, cieco dalla nascita guarito dal Signore, arrivano sani e salvi nel porto nonostante la barca sia senza timone; sullo scoglio si vede la principessa morta) e nella lunetta la Maddalena a colloquio con gli angeli. 
Sulla lunetta della parete d'ingresso si vede Maria Maddalena che riceve le vesti da eremita da Zosimo. Nell'affresco la delicatezza di Maria Maddalena viene esaltata dal colorito molto chiaro in netto contrasto con i capelli dorati e la veste rosa che tiene in mano.
La parete di fondo ha una vetrata con Scene della vita della Maddalena e santi anteriore agli affreschi, attribuita a un maestro umbro pre-giottesco. Ai lati del finestrone, in due scomparti minori, si trovano due figure di santio ciascuno, disposte l'una sopra l'altra. A una santa penitente con un camice e lunghi capelli sciolti, forse la Maddalena stessa, e sotto una santa con l'attributo del tamburo, che l'iscrizione "Maria soror Moysis" permette di identificare nella sorella di Mosè; a destra Sant'Elena ("S. Elena maet Constantini") e una martire con la palma, non identificabile. 
Negli sguanci del finestrone, entro otto scomparti lobati, si vedono busti di santi non identificabili. Una decorazione analoga si trova poi nell'imbotte degli arconi laterali che conducono alle cappelle attigue.

## Stile

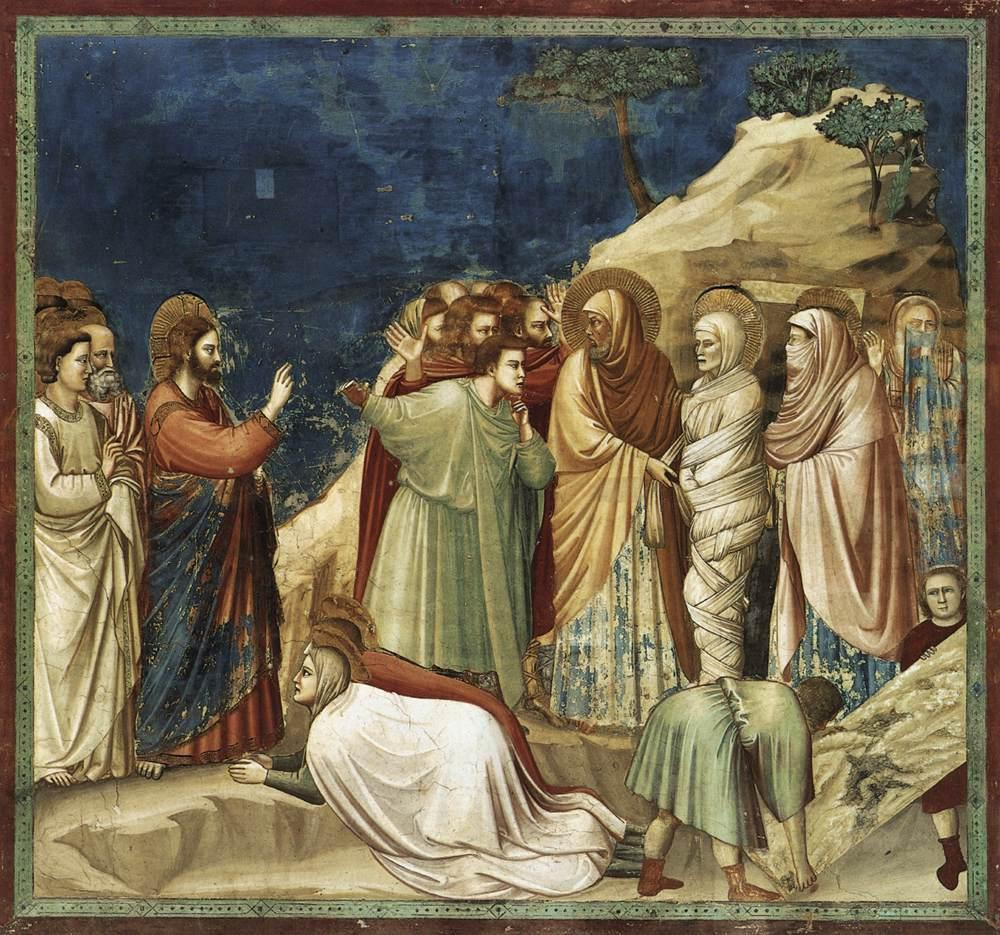
Padova, Resurrezione di Lazzaro (Giotto)

Le scene, diversamente dalle Storie di san Francesco o dal ciclo pittorico della Cappella degli Scrovegni, non presentano l'idea della "scatola spaziale". Sono più ampie grazie anche alle maggiori superfici a disposizione, che consentono scene più grandiose e dilatate. La Resurrezione di Lazzaro ad esempio, se paragonata a quella della Cappella degli Scrovegni, mostra più o meno gli stessi attori e gesti simili, ma qui ha un respiro più monumentale, con pause calibrate che si creano tra il gesto eloquente di Cristo, le Marie inginocchiate e il gruppo attorno al risorto, ancora bendato e maleodorante, come indica l'uomo che si copre il naso col mantello. Diverse sono le fisionomie rispetto a Padova: i tipi fisici mediterranei hanno qui capelli più chiari, di un biondo-rossiccio, e occhi spesso azzurri. 
La scena della Maddalena che riceve la veste da Zosimo, nella lunetta, è dominata dall'ampia forma piramidale e luminosa della roccia bianca, soffice quasi come nuvola. Il profilo barbuto del monaco è indagato con grande sottigliezza, arrivando ad anticipare il naturalismo di artisti successivi come Giottino o Giusto dei Menabuoi. 
La pittura appare più intensa nei colori quasi pastosi, come si vede bene ad esempio nelle rocce degli sfondi, ormai lontane dalla petrosità delle Storie di san Francesco in cui si trovavano ancora convenzioni bizantine. Le ombre nel chiaroscuro sono spesso intrise di colore. Più ampia e sfaccettata appare la gamma di espressioni usate nei volti, talvolta più enigmatici. Come a Padova la descrizione dei dettagli è amorevolmente curata, come nello sgabello tornito su cui si siede Cristo nella Cena in casa del Fariseo.
Se le parti autografe mostrano notevoli progressi, quelle non autografe sono meno avanzate degli affreschi padovani, con una certa gracilità che ricorda le ultime scene delle Storie di san Francesco riferibili al Maestro della Santa Cecilia.

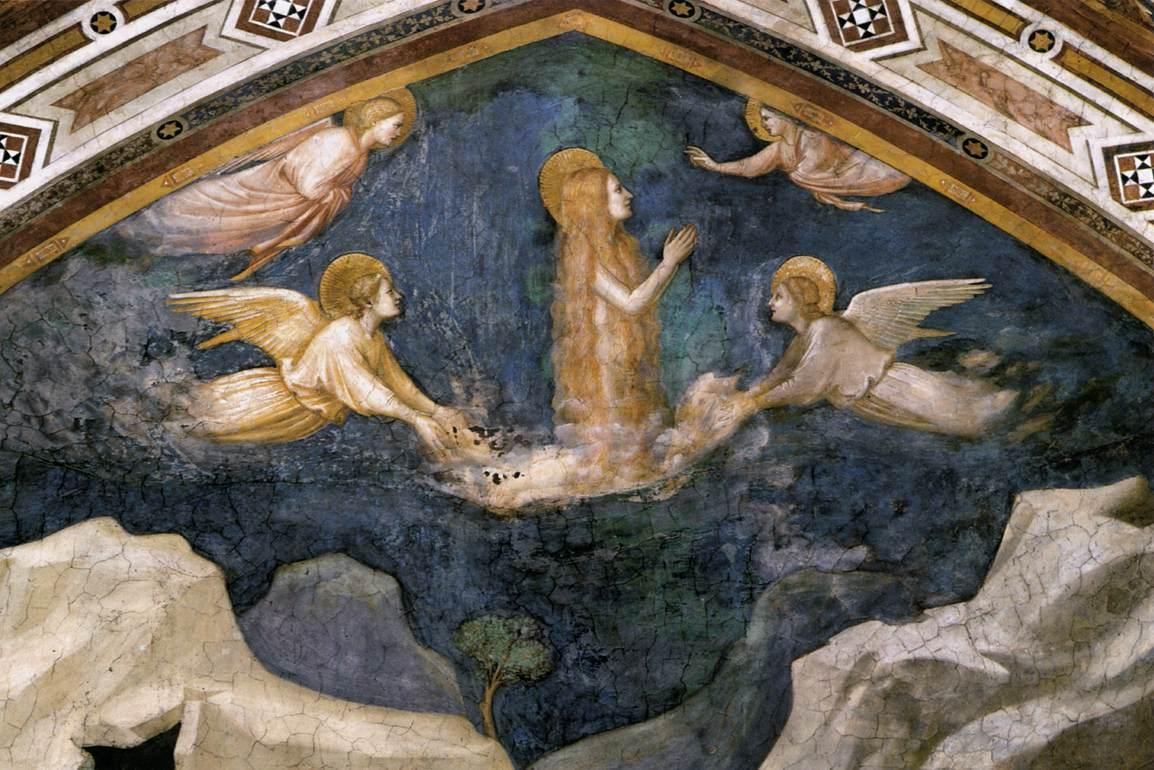
Maria Maddalena portata in cielo dagli angeli
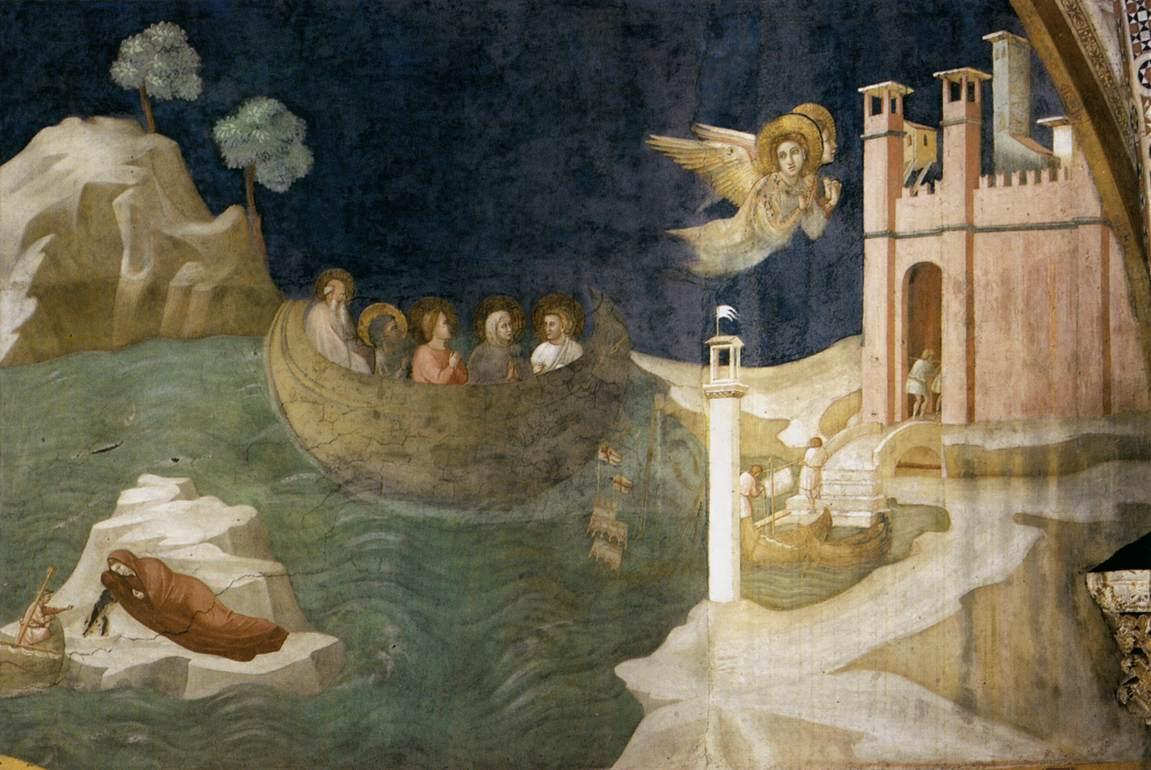
Approdo a Marsiglia
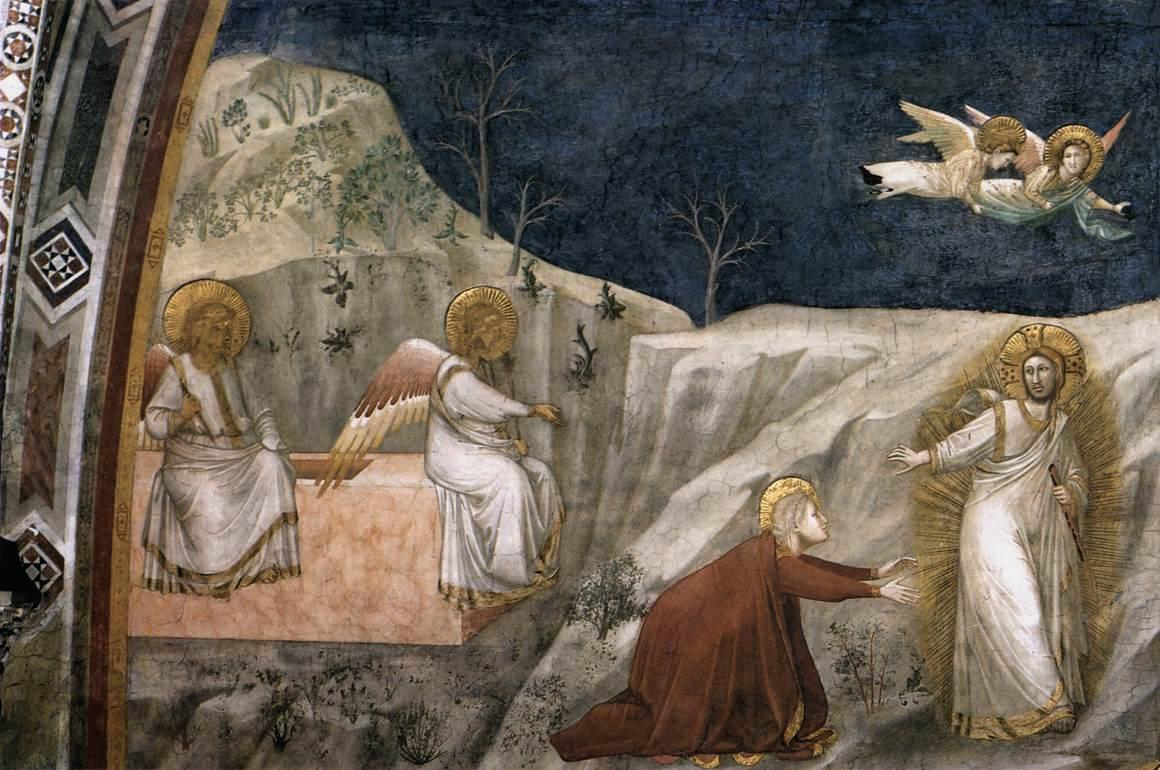
Noli me tangere
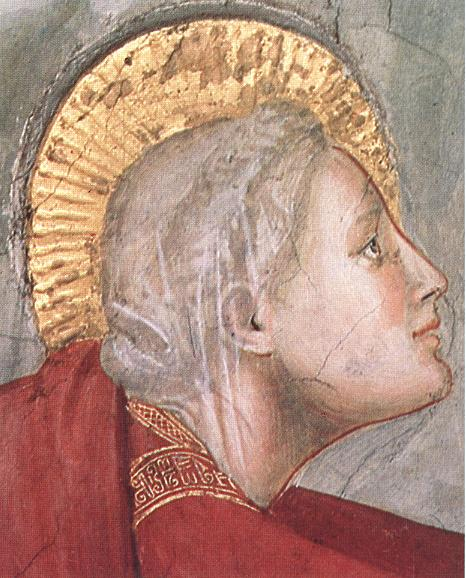
Noli me tangere, dettaglio
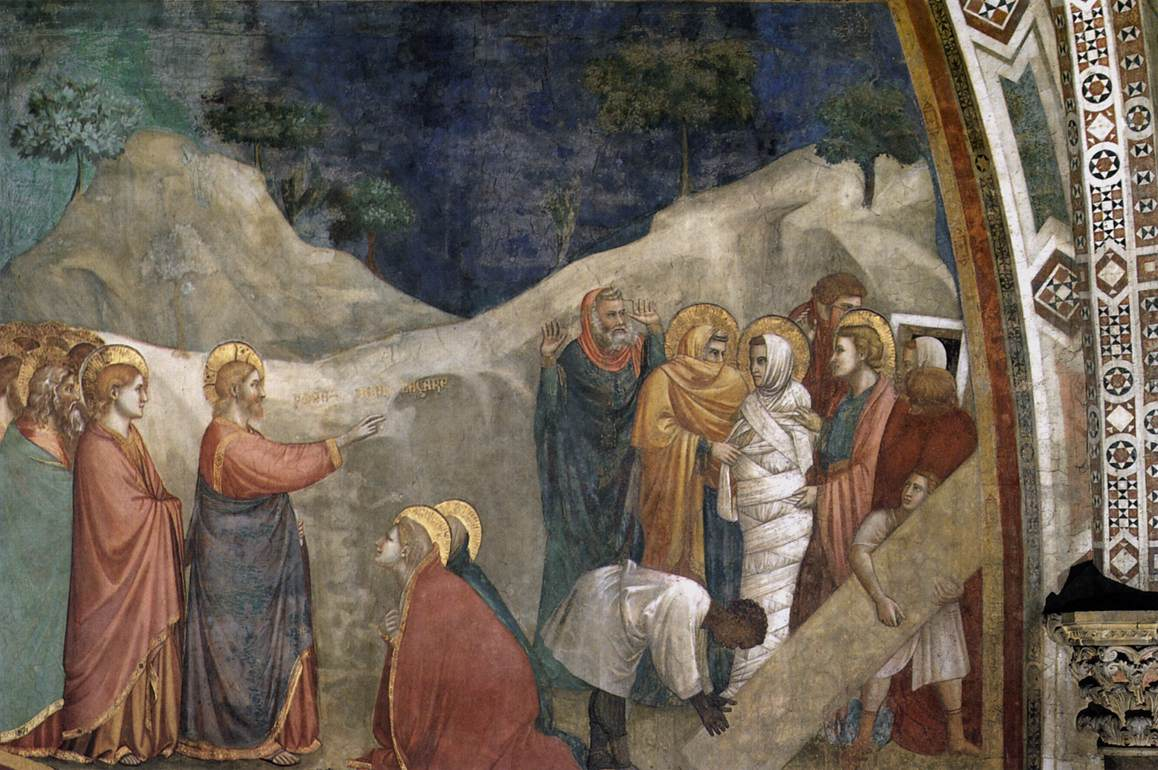
Resurrezione di Lazzaro
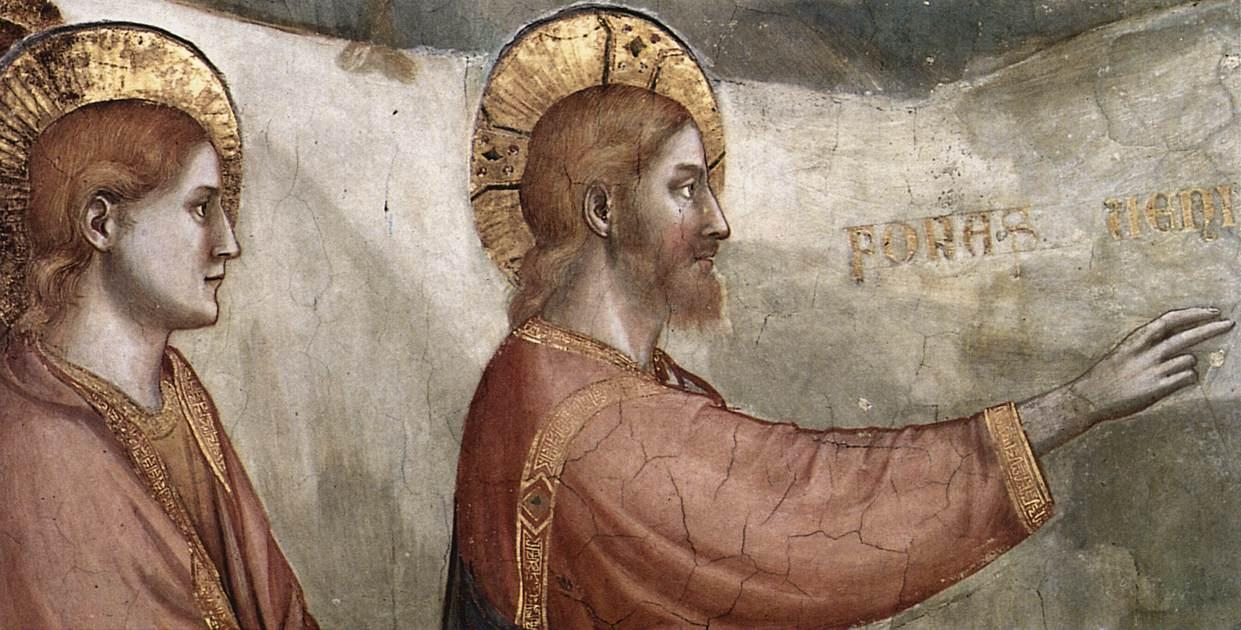
Resurrezione di Lazzaro, dettaglio